# Aurivela longicauda
Aurivela longicauda — вид ящірок родини теїдових (Teiidae). Ендемік Аргентини.

## Поширення і екологія
Aurivela longicauda мешкають в західній і центрвальній Аргентині, від південної Сальти, Тукумана і Катамарки до Ріо-Негро і північно-східного Чубута. Вони живуть в пустелях монте, порослих заростями Bulnesia retama, Larrea і Prosopis.